# Rökavvänjning

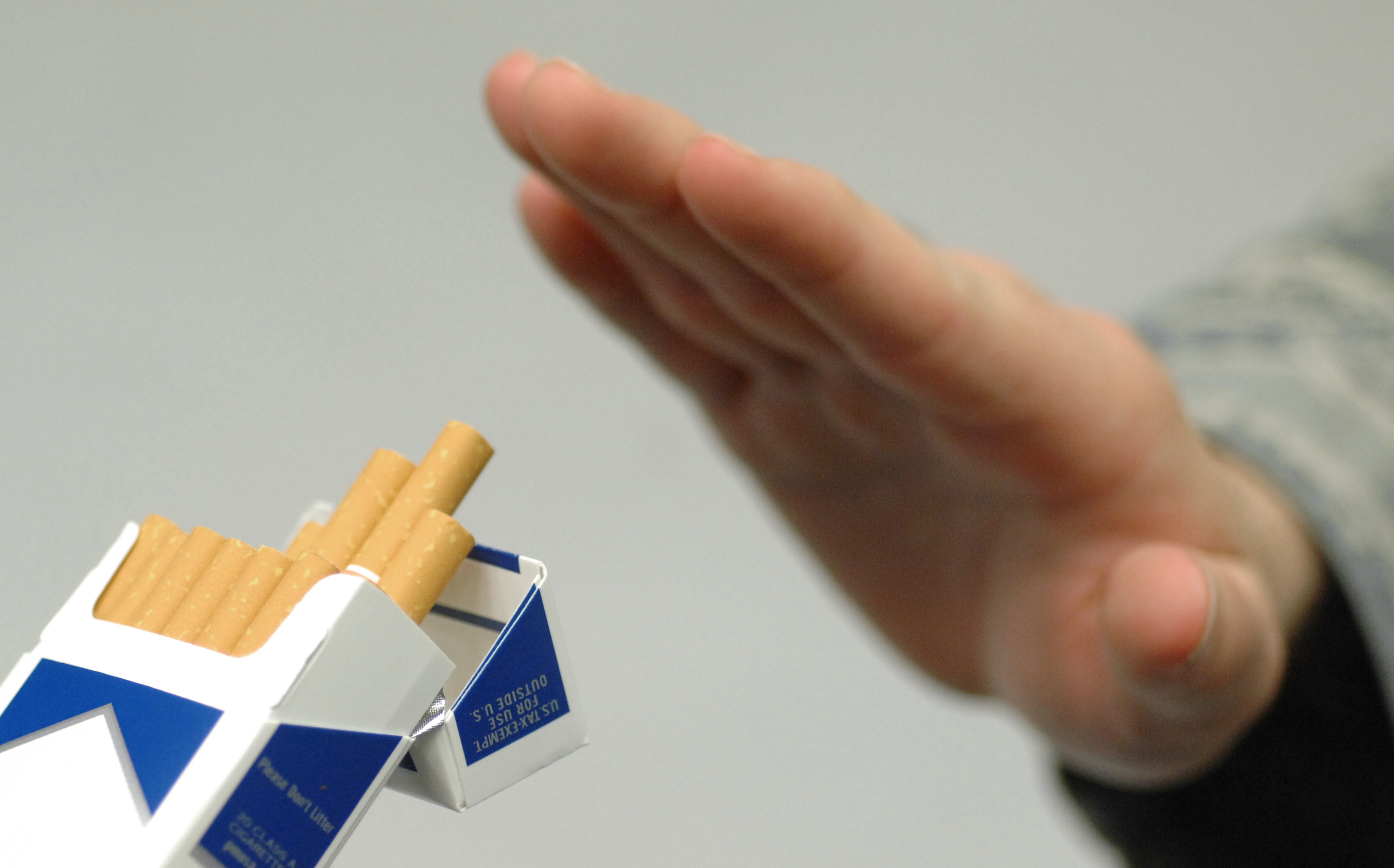
Rökavvänjning.

Rökavvänjning (i dagligt tal sluta röka) är den process det innebär att upphöra med vanan att inhalera tobaksrök. Denna artikel behandlar enbart att sluta röka tobak, men de metoder som beskrivs kan tillämpas också på andra substanser som det kan vara svårt att sluta röka på grund av utvecklingen av ett starkt fysiskt eller psykiskt beroende.
Rökavvänjning kan ske med eller utan hjälp från hälsovårdspersonal eller användandet av medicin. Metoder som har befunnits vara effektiva inkluderar behandlingar som inriktas på hälsovårdande åtgärder, medicinering inklusive nikotinersättning och vareniklin; individuell rådgivning eller i grupp; samt webb- och datorbaserade program. Även om rökavvänjning kan ge sidoeffekter såsom viktökning är rökavvänjningsprogram kostnadseffektiva tack vare positiva hälsoeffekter.
- I ett växande antal länder finns det fler personer som slutat röka än som röker.[2]
- Upp till tre fjärdedelar av dem som slutat röka har gjort det utan hjälp, och rökavvänjning utan hjälp är den klart ledande metoden som använts vid de flesta lyckade rökavvänjningar.[2]
- Ett allvarligt försök att sluta röka behöver inte innebära användning av nikotinersättningsterapi eller andra droger eller användning av professionell hjälp.[2]
- Ett tidigt ”misslyckande” är ett vanligt inslag i rökavvänjningen. Många påbörjade rökavvänjningar är inte allvarliga försök.[2]
- Nikotinersättningsmedel, andra förskrivna läkemedel och professionell rådgivning eller stöd är till hjälp för många rökare, men är inte alls nödvändigt för att kunna sluta.[2]

## Skäl att sluta röka
Anledningarna till att sluta röka kan variera mellan olika individer, men två av de vanligare skälen till rökavvänjning är kostnadsbesparing och en förbättrad hälsa.
Nikotin är ett av de giftiga ämnen som finns i cigaretter och påverkar hälsan negativt. Nikotinet skapar inte bara ett beroende utan kan även öka hjärtfrekvensen, öka produktionen av magsaft och öka tarmrörelserna, höja blodtrycket, öka smärtkänsligheten, hämma produktionen av urin och öka risken för trombos.
Rökning leder också till en ökad risk för dödliga sjukdomar såsom lungcancer, hjärt-kärlsjukdom, stroke, KOL och andra allvarliga sjukdomar.

## Läkemedel
Det finns flera olika läkemedelsbehandlingar för den som vill bli rökfri, bland annat nikotintuggummi, nikotinplåster och tabletter med vareniklin. Dessa fungerar på olika sätt - läkemedel med nikotin ger användaren en nikotindos utan att personen behöver röka en cigarett för att tillföra kroppen detta ämne.
Vareniklin verkar istället genom att binda till samma receptor i hjärnan som nikotin binder sig till. Resultatet blir att hjärnan får de signaler som man får när man röker, men svagare sådana. Det gör att röksuget minskar och att abstinensbesvären lindras. Även om man skulle röka under tiden man tar vareniklin får man inte den effekt av nikotinet som man tidigare fått. Anledningen till detta är att hjärnans receptor är upptagna med vareniklin och nikotinet blockeras därför från att nå denna.